# 欧绒鸭

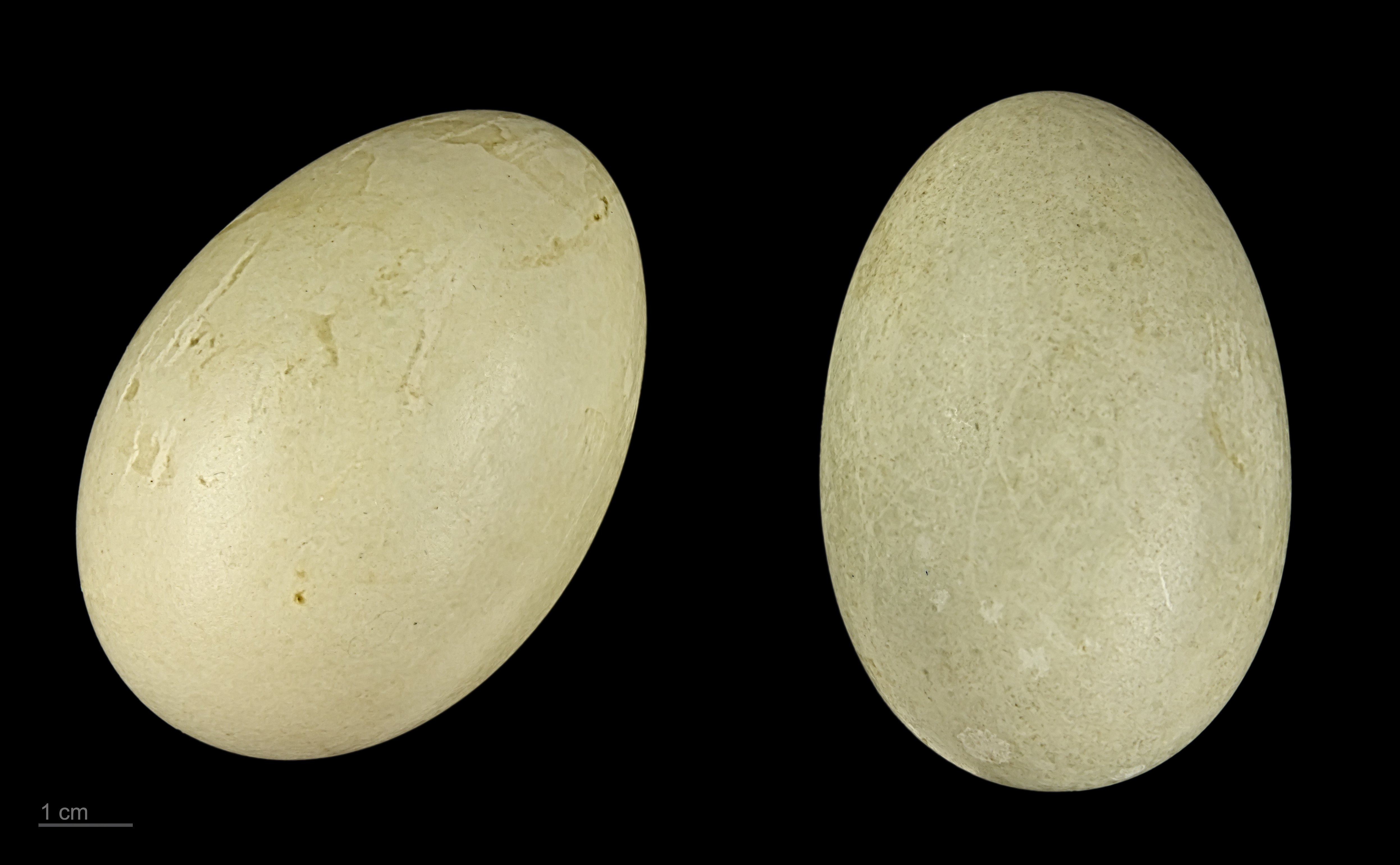
Somateria mollissima

欧绒鸭是一种体型较大（50—71（20—28英寸））的秋沙鸭，主要分布在欧洲、北美洲、东西伯利亚的北侧海岸上。欧绒鸭仔主要在北极以及其他靠近北方的地区繁殖，但会在冬季往南部温带地区迁徙，迁徙时会形成大片的鸟群。其飞行速度可达113公里每小时。